# Стэнли, Фердинандо, 5-й граф Дерби
Фердинандо Стэнли (англ. Ferdinando Stanley; 1559, Лондон, Королевство Англия — 16 апреля 1594) — английский аристократ и государственный деятель, 5-й граф Дерби, 6-й барон Стэнли, 13-й барон Стрейндж из Нокина и лорд острова Мэн с 1593 года, гипотетический претендент на корону Англии как потомок одной из дочерей Генриха VII. Прославился как покровитель театра и поэзии.

## Биография
Фердинандо Стэнли принадлежал к могущественному и богатому аристократическому роду, представителям которого принадлежали обширные земли в ряде графств Англии и в Уэльсе. С 1456 года они носили титул баронов Стэнли, с 1459 года были королями острова Мэн (с 1504 — лордами), с 1482 года баронами Стрейндж из Нокина и с 1485 — графами Дерби. Фердинандо, родившийся в 1559 году, был старшим из четырёх сыновей Генри Стэнли, 4-го графа Дерби, и леди Маргарет Клиффорд.
Маргарет с 1578 года до своей смерти в 1596 году претендовала на английский престол как ближайшая родственница бездетной королевы Елизаветы I. Она была внучкой Марии Тюдор, дочери Генриха VII и Елизаветы Йоркской, и согласно завещанию Генриха VIII именно к этой ветви династии должна была перейти корона в случае, если старшая ветвь угаснет. С 1591 года многие английские католики считали Фердинандо обладателем законных прав на корону. Известно, что в 1593 году группа эмигрантов-заговорщиков направила к Стэнли своего эмиссара, чтобы убедить его заявить о своих правах; этот человек был схвачен и казнён.
Фердинандо в 1572 году поступил в колледж святого Иоанна в Оксфорде, где получил степень магистра искусств. С 14 лет он жил при королевском дворе, но первое время не занимал никаких должностей. В 1585 году Стэнли стал заместителем лейтенанта Ланкашира и Чешира, в 1588 году он был мэром Ливерпуля, где набирал конный отряд из-за приближения к берегам Англии испанской Непобедимой армады. 28 января 1588 года его вызвали в парламент в качестве лорда Стрейнджа. В 1593 году, после смерти отца, Фердинандо унаследовал семейные владения и титулы, а также должности лейтенанта Ланкашира и Чешира. Он умер спустя шесть месяцев, 16 апреля 1594 года, причём ходили слухи о самоубийстве из-за колдовских чар.
Граф писал стихи и был покровителем многих поэтов своей эпохи. Эдмунд Спенсер упомянул его в одном из своих стихотворений под именем Аминта, Роберт Грин посвятил ему свою «Любовь Цицерона», о графе писали Томас Нэш и Джордж Чапмен. С 1589 года Стэнли был патроном театральной труппы, называвшей себя «Компания лорда Стрейнджа».

## Семья
Стэнли был женат с 1580 года на Элис Спенсер, дочери сэра Джона Спенсера и Кэтрин Китсон. В этом браке родились:
- Анна (1580—1647), в 1601 году рассматривалась как возможная невеста наследника русского престола Фёдора Годунова, позже была замужем за Греем Бриджесом, 5-м бароном Чандосом, и за Мервином Туше, 2-м графом Каслхейвеном[5][6];
- Фрэнсис (1583—1636), жена Джона Эгертона, 1-го графа Бриджуотера[7][8];
- Элизабет (1588—1633), жена Генри Гастингса, 5-го графа Хантингдона[9].